# Blindekuh
Die blindekuh ist ein Gastronomiekonzept in der Schweiz, bei dem die Gäste im Dunkeln essen und die Speisen -wie eine blinde Person- nicht sehen können.
Die erste blindekuh wurde am 17. September 1999 in einer ehemaligen Kapelle im Zürcher Seefeld eröffnet. Die Initiative zur Gründung entstand aus der Ausstellung „Dialog im Dunkeln“ im Museum für Gestaltung ab April 1998 als Konzept für die Expo.02. Alle vier Gründer der blindekuh hatten anlässlich dieser Ausstellung als Guides gearbeitet. Während der Expo.02 befand sich ein blindekuh-Restaurant auf der Arteplage Murten. Anfang 2005 folgte ein weiteres Restaurant in Basel. Das Restaurant in Basel wird durch einen Event-Bereich für bis zu 300 Personen querfinanziert.
Das Dunkelrestaurant ist ein Unternehmen der ehemaligen Stiftung Blind-Liecht, die 2017 ebenfalls in blindekuh umbenannt wurde. Diese Stiftung möchte den sehenden Menschen zeigen, wie es in der Welt der Blindheit ist und mit welchen Problemen blinde Menschen tagtäglich zu kämpfen haben. So kann beim Essen das Auge nicht „mitessen“, aber der Duft, der Geschmack und nicht zuletzt die Form der Speisen wecken die Sinne. Die Gäste werden von Blinden und sehbehinderten Mitarbeitern betreut. Bis im Herbst 2020 seien rund eine Million Gäste betreut worden.

## Auszeichnungen
Die blindekuh wurde mit diversen Preisen ausgezeichnet:
- Sozial- und Kulturpreis des Zürcher Frauenvereins ZFV
- Lilienberg Unternehmer- und Innovationspreis
- Social Innovations Award des Institute for Social Innovations in London